# Plotinus
Plotinus (Oudgrieks: Πλωτῖνος) (Assioet, Egypte, ca. 204 – Minturnae, Campania, 270) was een belangrijk filosoof uit de antieke wereld en grondlegger (samen met zijn leraar Ammonius Saccas) van wat later het neoplatonisme zou worden genoemd. Veel van onze biografische informatie over hem is afkomstig uit het voorwoord van Porphyrius bij de uitgave van Plotinus' werk, de Enneaden. Zijn werk heeft eeuwenlang grote invloed uitgeoefend op heidense, gnostische, christelijke, joodse en islamitische metafysici en mystici.

## Biografie

### Jeugd en opleiding
Porphyrius vermeldt dat Plotinus 66 jaar oud was toen hij in 270, het tweede jaar van het bewind van keizer Claudius II overleed, waardoor we dus weten dat Plotinus rond het jaar 204 moet zijn geboren. Eunapius schrijft dat Plotinus is geboren in de stad Lycopolis, het huidige Assioet in Egypte. Porphyrius schrijft dat Plotinus tot zijn achtste jaar gezoogd werd door zijn voedster. Toen ze hem vertelde dat dat walgelijk was, is hij er mee gestopt. Hij lijkt dan ook een beschermde en verwende jeugd te hebben gehad binnen een welvarende, gegoede familie. Verder is er niets bekend over zijn achtergrond en afkomst.
Hij had een wantrouwen tegen de materialiteit, zijn eigen lichaam inbegrepen. Porphyrius meldt dat hij weigerde om zijn portret te laten schilderen, vermoedelijk vanwege deze afkeer van het lichamelijke. Plotinus noemde een portret slechts 'een afbeelding van een afbeelding'. Toch wist Carterius, 'de beste kunstenaar in die dagen', op aandringen van zijn vriend Amelius, door toespraken bij te wonen en Plotinus te observeren, een goed gelijkend portret van hem te maken.
Ook sprak Plotinus nooit over zijn afkomst, zijn jeugd en geboortedatum of -plaats. Volgens alle beschrijvingen leidde hij zijn persoonlijke en sociale leven volgens de hoogste morele en spirituele normen.
Plotinus begon zijn filosofische studies op de leeftijd van zevenentwintig jaar, rond het jaar 232. Hij reisde daarvoor naar Alexandrië. Daar was Plotinus niet tevreden over het gebodene, totdat een kennis hem adviseerde om te gaan luisteren naar Ammonius Saccas. Nadat hij Ammonius had gehoord, verklaarde hij: "Dit was de man naar wie ik zocht," en begon intensief te studeren onder zijn nieuwe leraar.
Na zo'n elf jaar in Alexandrië te hebben doorgebracht besloot hij in 242, toen hij een jaar of 38 was, om onderzoek te doen naar de filosofische leerstellingen van de Perzische en de Indiase filosofen, respectievelijk de Magi en Brahmanen. Daarom sloot hij zich in de lente van 243 aan bij het leger van keizer Gordianus III, dat een veldtocht tegen Perzië voorbereidde. Deze campagne werd echter een mislukking, en na de dood van Gordianus in februari 244 wist Plotinus 'slechts met moeite' zijn weg terug te vinden naar Antiochië. Daaruit kan, volgens John Dillon, worden afgeleid dat Plotinus waarschijnlijk niet als een eenvoudige voetsoldaat, maar als lid van de keizerlijke staf aan de expeditie deelnam. Alleen iemand die dicht bij de keizer stond liep namelijk kans ook slachtoffer te worden van diens moordenaar en opvolger, de pretoriaanse prefect Philippus de Arabier (r. 244-249). Plotinus had vermoedelijk vrienden op hoge plaatsen. Mogelijk speelde dokter Zethos, van geboorte een Arabier, met belangstelling voor politiek, hierbij een rol. Zethos was getrouwd met de dochter van Theodosius, net als Plotinus een leerling van Ammonius Saccas. Plotinus kende Zethos vermoedelijk al sinds zijn verblijf in Alexandrië. Zethos kan, als Arabier, een bekende zijn geweest van Philippus, de nieuwe keizer.

### Leven te Rome
Na zijn veertigste (244) kwam hij naar Rome, waar hij het grootste deel van zijn verdere leven zou verblijven. Met Herennius en Origenes had Plotinus besloten geen leringen van Ammonius te openbaren. Origenes de christen was in een vroegere periode een leerling van Ammonius geweest. Die belofte om niets in de openbaarheid te brengen, werd het eerst door Erennius gebroken en daarna door Origenes. Plotinus begon pas in 253 zijn voordrachten te baseren op wat hij verzameld had onder Ammonius.
Hij trok in Rome een flink aantal studenten. Vertrouwelingen onder zijn volgelingen waren Porphyrius, Amelius Gentilianus uit Toscane, de Senatoren Castricius Firmus, Sabinillus (consul ordinarius in 266), Rogatianus (waarschijnlijk C.Julius Volusenna Rogatianus, proconsul van Asia in 254) en Eustochius van Alexandrië, een arts die tot het eind van zijn leven bij Plotinus bleef. Andere studenten waren: dokter Zethos, die eerder stierf dan Plotinus en hem in zijn erfenis enige landerijen naliet; Zoticus, een criticus en dichter, Paulinus, een arts uit Scythopolis en Serapion uit Alexandrië. Zethos en Castricius Firmus stelden Plotinus, voor de zomer, landhuizen in Campania ter beschikking. Hij had ook vrouwelijke studenten. Bij een van hen, de weduwe Gemina, woonde hij tijdens zijn verblijf in Rome in huis. Andere vrouwelijke leerlingen waren haar dochter, ook Gemina geheten, en Amphiclea, de echtgenote van Ariston, de zoon van Iamblichus. In deze periode voerde Plotinus ook een briefwisseling met de filosoof Cassius Longinus.
In Rome verwierf Plotinus ook het respect van keizer Gallienus (keizer van 253-268) en zijn vrouw Julia Cornelia Salonina, vermoedelijk na een introductie door Sabinillus. Op een bepaald moment heeft Plotinus geprobeerd Gallienus te interesseren voor de wederopbouw van een verlaten nederzetting in Campania, bekend als de 'Stad van de Filosofen', waar de inwoners zouden leven op basis van de "Wetten" van Plato ('Platonopolis'). Om voor Porphyrius onbekende reden werd er echter geen keizerlijke subsidie toegekend.
Er was spanning tussen Plotinus' beste leerlingen, Gentilianus Amelius en Porphyrius. Amelius vertrok in 269 naar Apamea in Syria, maar Porphyrius was in de lente van 268 al naar Lilybaeum op Sicilië gereisd om van een depressie te genezen. Men krijgt de indruk dat Plotinus' school aan het eind van zijn leven in elkaar stortte.
Plotinus bracht zijn laatste dagen in afzondering door op het landgoed zes mijl van Minturnae in Campania, dat hem was nagelaten door zijn vriend Zethos. Hij stierf na een langdurig en onaangenaam ziekbed. Volgens het verslag van Eustochius, die hem tot het eind toe bijstond, waren Plotinus' laatste woorden: "Streef er naar om het Goddelijke in jezelf terug te geven aan het Goddelijke in het alomvattende".
Plotinus schreef de essays, die later de Enneaden werden, gedurende een periode van meerdere jaren vanaf ongeveer 253 tot een paar maanden voor zijn dood. Porphyrius wijst er op dat de Enneaden, voordat ze door hemzelf waren samengesteld en geordend, slechts een verzameling van notities en essays was, die door Plotinus werden gebruikt in zijn colleges en debatten. Porphyrius gaf de tekst pas dertig jaar ná Plotinus' overlijden uit (305). Plotinus was zelf vanwege een slecht gezichtsvermogen niet in staat om zijn eigen werk te redigeren, terwijl zijn geschriften volgens Porphyrius juist een uitgebreide redactie vereisten.

## Plotinus' werk
Het van hem overgeleverde werk is tot ons gekomen onder de titel Enneaden, wat duidt op de indeling van zes maal negen ('ennea') essays, waarin Porphyrius zijn werk, soms wat arbitrair, heeft opgesplitst. In dit werk vindt men overal verwijzingen (al dan niet expliciet) naar oudere Griekse filosofen.

### Overzicht
De belangrijkste overeenstemming van Plotinus' leer met Plato is het bestaan van een bovenzintuiglijke wereld, de wereld van de ideeën en het ware Zijn, die wezenlijk verschilt van de waarneembare wereld. Het verschil met Plato is dat Plotinus veel meer de nadruk legt op de Godheid ofwel Het Ene. Bij Plotinus staat alle kennis slechts ten dienste van het doel dichter bij de Godheid of Het Ene te geraken.
Er zijn drie niet-manifeste niveaus van het zijnde (of “lagen van realiteit”; vakterm: hypostasen), samen de Goddelijke Triade: Het Ene, de Geest (Nous, Intellect, Eerste Denker, Gedachte, Totaal van Goddelijke Gedachten, De Ideeën, Archetypen) en de Wereldziel (Al-Ziel, Universele Ziel, Eerste en Enige Levensprincipe, Psyche).
De drie hypostasen van de Goddelijke Triade:
- Het Ene
- Geest
- Wereldziel

Daaronder of daarboven — naargelang van de voorstelling — komt de zichtbare wereld. Deze opbouw komt waarschijnlijk oorspronkelijk van Posidonius en zou via Numenius van Apamea en Albinus tot het neoplatonisme zijn doorgedrongen. God is de absolute eenheid geworden waaraan de dingen hun eenheid en een zekere volmaaktheid ontlenen, maar omdat de dingen ook deel hebben aan een zekere mate van veelheid, moet de absolute eenheid boven de dingen, dus boven het Zijn staan. Over Het Ene kan niets worden gezegd, ook niet over zijn verstand, vrijheid van handeling, etc., het staat boven elke bepaling. Men kan alleen maar zeggen wat Het niet is, een opvatting die later als “Negatieve Theologie” school gemaakt heeft.
De wijze waarop het Vele uit het Ene voortkomt wordt niet direct 'verklaard' maar wordt met behulp van allerlei vergelijkingen uitgebeeld; hier is Het Ene een bron die nooit droogvalt en van waaruit allerlei stromen ontspringen, daar is het een boom die uit zijn wortels het leven opstuwt naar de takken en bladeren zonder zelf te veranderen, en dan is het weer de zon die altijd schijnt zonder aan kracht en helderheid te verliezen.
Plotinus laat de mens opgaan in de levensstroom die van Het Ene uitgaat. Maar ook andersom: kenmerkend voor Plotinus' filosofie is namelijk het dynamische aspect: de mens kan ook innerlijk de metafysische 'lagen' ervaren. De lagen zijn niet alleen 'hiërarchisch' (van hoog naar laag) gerangschikt, maar ook 'concentrisch' (cirkel binnen cirkel), met 'het Ene' als het middelpunt van de middelste cirkel. De binnenwereld 'is' als het ware de buitenwereld, of beter: kan dit zijn in het geval van de ware filosoof. De filosoof kan door het 'schouwen van de binnenwereld' de kern in het centrum benaderen. Eenwording met die oorsprong is het uiteindelijke doel van de filosofie. Het gelukte Plotinus, volgens Porphyrius, viermaal in zijn leven die staat te bereiken. Porphyrius getuigt er van op zijn achtenzestigste een met 'het Ene' te zijn geweest.

### Het 'Ene'
Plotinus noemt een hoogste, volledig transcendente 'Ene', dat geen opdeling, meervoudigheid of onderscheid bevat. Het 'Ene' staat buiten alle categorieën van zijn en niet-zijn. Het concept "zijn" wordt door ons mensen afgeleid uit de dagelijks objecten van de menselijke ervaring, en is een attribuut van deze objecten, maar het oneindige, transcendente 'Ene' valt buiten bereik van deze dagelijkse objecten. Het 'Ene' kan niet een bestaand object zijn, noch de som zijn van alle bestaande dingen: het gaat vooraf aan alle bestaan. Er kunnen dus geen attributen aan het 'Ene' worden toegekend.
Gedachten kunnen ook niet aan het 'Ene' worden toegeschreven, omdat denken een onderscheid impliceert tussen de denker en datgene waarover deze denkt. Zelfs een zelfreflecterende intelligentie moet wel dualiteit bevatten. Plotinus ontkent dat het 'Ene' over waarnemingsvermogen, zelfbewustzijn of enig handelingsvermogen beschikt, maar als we er toch op staan het 'Ene' verder te beschrijven kunnen we het 'Ene' een zuivere 'dynamis' (potentialiteit) noemen, zonder welke niets kan bestaan. Soms vergelijkt Plotinus het 'Ene' met Het Licht, de Nous met de Zon, en de Ziel met de Maan, die zijn licht van de zon ontvangt.
Het 'Ene' is de bron van de wereld - maar niet via enige handeling van al of niet gewilde schepping, omdat een handeling niet kan worden toegeschreven aan het onveranderlijke, onbeweeglijke, perfecte 'Ene'. Het "minder perfecte" moet noodzakelijkerwijs "uitstromen" uit het perfecte. Uiteindelijk stroomt al het bestaande dus uit het 'Ene' voort, in opeenvolgende fasen van meer naar mindere perfectie. Deze fasen zijn niet in de tijd gescheiden, maar doen zich voor als continue processen.

### Emanatie uit het 'Ene' en terugkeer naar het 'Ene'
Daar waar het christendom met zijn schepping uit het niets (creatio ex nihilo) aan God zorgvuldige beraadslaging en handelingen van een wil toeschrijft, is bij Plotinus de 'Emanatie' inherent aan het bestaan van het 'Ene'. Het 'Ene' wordt op geen enkele manier beïnvloed of verminderd door deze uitstromingen. De uitstromingen verliezen aan kracht naarmate ze verder van het 'Ene' afraken. Plotinus gebruikt de analogie van de Zon, die altijd maar doorgaat licht uit te stralen zonder aan kracht en helderheid in te boeten, of ook de reflectie in een spiegel, die op geen enkele wijze afbreuk doet aan het object dat gespiegeld wordt.
De eerste uitstroming is de nous (gedachte van de goddelijke geest, de levenskracht en orde van het universum). Het is de eerste 'Wil tot het Goede'. Uit de nous komt de wereldziel voort, die Plotinus onderverdeelt in hoger en lager. Hij identificeert het lagere aspect van de wereldziel met de natuur. Uit de wereldziel komen de individuele menselijke zielen voort, en ten slotte op het laagste niveau de materie. Ondanks deze lage waardering van de materiële wereld benadrukt Plotinus de uiteindelijk goddelijke oorsprong van de materie, aangezien zij ook een uitstroming is van het 'Ene'.
Het 'devotionele' aspect van Plotinus' filosofie kan worden geïllustreerd aan de hand van zijn concept van het bereiken van een extatische vereniging met het 'Ene': de henose, terugkeer naar het 'Ene'. De mens is in staat deze extase te bereiken; Porphyrius vertelt dat Plotinus zelf een dergelijke vereniging vier keer heeft bereikt. Deze henose kan worden gerelateerd aan verlichting, bevrijding en andere concepten van mystieke vereniging in veel Oosterse en Westerse tradities.
Plotinus bekritiseert de opvattingen van zijn voorgangers omtrent het menselijk geluk. Geluk bestaat eruit zich te identificeren met wat het beste is in het universum. Daarmee is geluk verder niet afhankelijk van zaken als rijkdom, noch wordt het bereiken ervan belet door zaken als ziekte. Uiteindelijk (in de Henose) is zelfs bewustzijn geen element meer dat bijdraagt tot geluk. Tijdens een foltering zou de waarlijk gelukkige mens inzien dat het alleen zijn lichaam is dat wordt gemarteld, en niet hijzelf. In het algemeen is geluk voor Plotinus een vlucht uit deze wereld naar het gindse, een gelijk worden aan God voor zover mogelijk.

### Reïncarnatie
Plotinus lijkt zeker net als Pythagoras en Plato in reïncarnatie te hebben geloofd. Mensen zouden over het algemeen op de een of andere manier 'zelf verantwoordelijk zijn voor het ongeluk' dat hen treft, zelfs eventueel door zonden uit een vorig bestaan. Criminelen zijn ook verantwoordelijk voor hun misdaden. Plotinus kijkt neer op het wel en wee van het 'ondermaanse'. Wat iemands lichaam of bezit aangaat, beschouwt hij uiteindelijk als 'triviaal'.

### Mensbeeld
Plotinus onderscheidt in de mens (eerste traktaat van de eerste enneade):
- Goddelijkheid
- Intellectueel Principe, Rede
- Hogere Ziel
- 'Wij' (ego), de redenerende persoonlijkheid, die ook bestaat uit:
- Dierlijke of Lagere Ziel, de 'Bruut', die een 'koppel' vormt met de Hogere Ziel
- Leven
- Lichaam

De Hogere Ziel werpt licht naar 'beneden' en vormt zo een 'beeld' van zichzelf (Lagere Ziel), dat op haar beurt haar eigen 'schaduw' (het materiële lichaam) leven geeft. Dit is wat er bij een geboorte gebeurt. Bij het overlijden trekt de Hogere ziel zich terug, gevolgd door de Lagere Ziel. De ziel reist van lichaam naar lichaam (reïncarnatie). De Hogere Ziel 'valt' niet, 'zondigt' niet en wordt niet 'gestraft'. 'Kwaad' is alleen de verantwoordelijkheid van de 'dierlijke mens' of Lagere Ziel, die door haar zintuigen wordt geleid, emoties (als woede en angst) heeft en niet het Intellectuele Principe de kans geeft tot een (immer) wijs oordeel te komen.

### Tegen de astrologie
Net als Panaetius keert ook Plotinus zich tegen de verklarende astrologie. In zijn late werk II,3, Zijn de sterren oorzaken?, stelt Plotinus dat het idee dat bepaalde sterren van invloed zijn op iemands welbevinden (een wijd verspreid geloof in de oudheid) irrationaliteit veronderstelt in een perfect universum en dat dit tot morele verdorvenheid leidt. Hij beweert echter wel dat de sterren en de planeten bezield zijn, zoals zou blijken uit hun beweging.

### Tegen de gnostici
In traktaat II, 9 bekritiseert Plotinus degenen die hij aanduidt als Gnostici. Plotinus kende enkele gnostici uit eigen ervaring, hij duidt ze zelfs aan als vrienden. Hij hekelt hun neiging neer te kijken op de wereld om ons heen, wat een misinterpretatie is van Plato's werk. Innovaties ten opzichte van Plato's werk werden niet gewaardeerd in Plotinus' tijd: afwijken van 'de traditie' was not done. Hun gericht zijn op de wereld hierna leidt volgens Plotinus bovendien tot immoraliteit in het hier en nu. Verder pretenderen de Gnostici dat zij als enigen 'zonen van God' zijn en dat ze ziekten kunnen genezen middels een soort duiveluitdrijving, claims die Plotinus afdoet als absurd.

### Stijl
Plotinus heeft de ambitie het werk van Plato te verklaren, en pretendeert niet een nieuwe filosofie te brengen. Maar voor ons staat hij mijlenver van Plato af, en de manier waarop hij zijn Plato-citaten ter adstructie bijeenraapt maakt op ons een wat onsamenhangende indruk. Reden waarom wij hem tegenwoordig tot het neoplatonisme rekenen, een filosofische stroming die, anders dan de naam suggereert, ook gebruikmaakt van het werk van andere filosofen dan Plato. Plotinus geldt als de belangrijkste vertegenwoordiger van dit neoplatonisme.
Plotinus' werk is tamelijk moeilijk toegankelijk, met uitzondering van het bekende Traktaat I,6 Over het Schone. Hij schreef zijn verhandelingen aus einem Guß, en keek er daarna niet meer naar om. Daarnaast is wat hij betoogt vaak zeer abstract, en ziet men hem als het ware met de taal worstelen. Om 'het onzegbare te zeggen' gebruikte hij vaak mooie beelden.
Er is overal een 'urgentie' voelbaar: hij wil de toehoorder en lezer deelgenoot maken van zijn eigen bijna mystieke ervaringen, en tegelijk een rationele verantwoording geven van de mogelijkheid van deze ervaringen.

## Invloed
Veel christelijke filosofen/theologen zijn beïnvloed door het neoplatonisme. Het duidelijkst blijkt dit in het werk van Pseudo-Dionysius de Areopagiet en dat van Marius Victorinus. Invloed op de Islam-filosofie vindt men bijvoorbeeld bij Avicenna. Ook werd het sjiitische ismaïlisme alsmede de Perzische filosofie (Mohammed al-Nasafi) door het neoplatonisme beïnvloed.
Gedurende eeuwen is in het westen de filosofie van Plato vaak gezien door Plotinus' bril. Belangrijke mijlpalen in de geschiedenis van Plotinus' invloed zijn de Latijnse vertaling van Marsilio Ficino (1492), het optreden van de Platonisten van Cambridge, en de Engelse vertaling van Thomas Taylor (1794).
Individuele schrijvers/filosofen hebben verder verwantschap met Plotinus gevoeld, zoals Samuel Taylor Coleridge, Ralph Waldo Emerson, W.B. Yeats, Georg Wilhelm Friedrich Hegel en Henri Bergson.